# Old Tabler Sverige
Old Tablers Sverige, (OTS) är en politiskt och religiöst obunden förening för medlemmar som av åldersskäl lämnat Round Table.